# 牛津镇区 (密歇根州)
牛津镇区（{{Oxford Township）是美国密歇根州奥克兰县的一个特许镇。根據2010年美國人口普查人口普查，當地人口为20,526。該鎮有三个非建制地區。在1837年建鎮之前，當地是奥吉布瓦族的狩獵場。牛津高中枪击案發生於此。